# Howell Automatic Rifle
El Howell Automatic Rifle era una conversió del fusell de forrellat Lee-Enfield (SMLE No.1 Mk.III). Aquesta variant dissenyada i produïda en el Regne Unit durant la Primera Guerra Mundial com la Segona Guerra Mundial atorgava al fusell Lee-Enfield una major cadència de foc (superior als seus 20-30 trets per minut). La arma en si, era fiable, però molt poc ergonòmica, ja que el sistema de gas per a fer moure el forrellat interferia directament amb el mode d'agafar l'arma.
Es van fer conversions similars a Sud Àfrica, com el Rieder Automatic Rifle i a Nova Zelanda/Austràlia, com el Charlton Automàtic Rifle, el qual podia disparar totalment en automàtic.

## Història
A finals de la Primera Guerra Mundial, es va dissenyar un nou aparell que permetia el tir semi automàtic amb el fusell estàndard de l'Exèrcit Britànic, el Lee-Enfield. Es van produir alguns models a finals d'aquesta guerra, encara que no eren gaire estesos.
En 1940, per armar la Defensa Civil Britànica (Home Guard), es van obtenir alguns fusells automàtics Howell, i es van entregar a aquestes forces. En els seus entrenaments, es recomanava utilitzar aquesta arma com a arma improvisada antiaèria, encara que hagués tingut un ús molt més eficaç com a arma de suport lleuger.

## Disseny
Aquesta arma comptava amb un disseny molt simple, el qual consistia a enganxar un tub metàl·lic a la boca del canó, i mitjançant un èmbol, accionat pel gas expulsar després de cada tret, es movia el forrellat automàticament, i carregava la següent bala en la recamarà del fusell. Aquesta arma també comptava amb un mànec similar al de les pistoles perquè fos més còmode per a l'usuari.
La mira va ser compensada de manera similar a la de la metralladora Bren, encara que seguien utilitzant les mateixes mires que els Lee-Enfield.